# Souveraineté populaire
« Volonté populaire » redirige ici. Pour le parti vénézuélien, voir Volonté populaire (parti).
La doctrine de la souveraineté populaire identifie comme souverain le peuple, au sens de l'ensemble de la population, la somme de tous les individus, par opposition à la nation, corps abstrait,. 

## Sources
Rousseau développa les questions de souveraineté après une réflexion sur l'état de nature et les droits naturels dans le Discours sur l'origine et les fondements de l'inégalité parmi les hommes (1755). Dans le contrat social (1762), il affirme que la souveraineté est l'exercice de la volonté générale (la souveraineté populaire et la volonté générale étant également des émanations du pouvoir législatif selon Rousseau), et il s'appuie sur les notions de liberté et d'égalité. Chaque citoyen détient une part de souveraineté. Aussi, c'est une souveraineté dont le titulaire est le peuple ; considéré comme la totalité concrète des citoyens détenant chacun une fraction de cette souveraineté. Ainsi, l'idée de souveraineté populaire s'oppose à celles de la souveraineté nationale et de la raison d'État.

## Théorie
La souveraineté populaire repose sur le Peuple, c'est-à-dire l'ensemble des citoyens actuels d'un pays. La souveraineté populaire implique le suffrage universel (bien que J-J Rousseau ne soit pas contre l'usage du tirage au sort en démocratie), puisque chaque individu détient une part de souveraineté. La faculté d'élire est donc un droit. De même le droit au référendum découle de la doctrine de la souveraineté populaire.C'est donc un ensemble réel. Le peuple, puisqu'il est souverain, peut s'exprimer directement. Si sa taille l'oblige à recourir à des mandataires, il pourra leur donner soit un mandat impératif où le peuple dicte les actions à poser, soit un mandat représentatif où l'élu est toujours censé représenter son électeur mais avec une plus grande marge de manœuvre lors de son travail législatif.
Pour un mandat impératif, en théorie, nul besoin d'une séparation des pouvoirs [réf. nécessaire], à condition que la description du mandat soit précise à la perfection, puisque le mandataire élu peut, directement, en connaissance parfaite de cause et en l'absence de tout aléa moral provoqué par une asymétrie d'information, être révoqué lors de l'exercice de sa fonction.
Pour un mandat représentatif (voir : démocratie représentative), à condition spécifique que le mandat soit révocable par référendum ou pétition, en théorie, nul besoin d'une séparation des pouvoirs, à condition encore que toute activité d'un représentant dans le cadre d'un mandat de représentation se fasse en complète transparence, puisque le Peuple peut directement, en connaissance parfaite de cause et en l'absence de tout aléa moral provoqué par une asymétrie d'information, révoquer la légitimité du mandat[réf. nécessaire].
Dans une analyse qui provient du Contrat social de Jean-Jacques Rousseau, le mandat représentatif est incompatible dans le domaine législatif, car la volonté générale et la souveraineté populaire ne se représentent pas, elles s'expriment : 
«La souveraineté ne peut être représentée, par la même raison qu'elle peut être aliénée; elle consiste essentiellement dans la volonté générale, et la volonté ne se représente point: elle est la même, ou elle est autre; il n'y a point de milieu. Les députés du peuple ne sont donc ni ne peuvent être ses représentants, ils ne sont que ses commissaires; ils ne peuvent rien conclure définitivement. Toute loi que le peuple en personne n'a pas ratifiée est nulle; ce n'est point une loi. Le peuple Anglais pense être libre, il se trompe fort; il ne l'est que durant l'élection des membres du parlement: sitôt qu'ils sont élus, il est esclave, il n'est rien. Dans les courts moments de sa liberté, l'usage qu'il en fait mérite bien qu'il la perde. L'idée des représentants est moderne: elle nous vient du gouvernement féodal, de cet inique et absurde gouvernement dans lequel l'espèce humaine est dégradée, et où le nom d'homme est en déshonneur. » (Jean-Jacques Rousseau, Du contrat social)
«Quoi qu'il en soit, à l'instant qu'un peuple se donne des représentants, il n'est plus libre ; il n'est plus.» (Jean-Jacques Rousseau, Du contrat social)
Néanmoins, Jean-Jacques Rousseau semble accepter l'usage du mandat représentatif dans un seul cas : le pouvoir exécutif, le gouvernement jouant le rôle du pouvoir exécutif dans la théorie rousseauiste :
«La loi n'étant que la déclaration de la volonté générale, il est clair que, dans la puissance législative, le peuple ne peut être représenté; mais il peut et doit l'être dans la puissance exécutive, qui n'est que la force appliquée à la loi.» (Jean-Jacques Rousseau, Du contrat social)
Le mandat représentatif serait théoriquement plus compatible avec la doctrine de la Souveraineté nationale.
Néanmoins, il y a de fait un usage du mandat représentatif dans le pouvoir législatif dans le cadre d'un gouvernement se proclamant de la souveraineté populaire, par exemple le cas de la République portugaise où la constitution du pays précise que :
«La République portugaise est un État de droit démocratique fondé sur la souveraineté populaire» (Article 2 des Principes fondamentaux de la constitution portugaise)
En ces conditions, ce que voteront, jugeront ou exécuteront ces mandataires, est prétendu représenter la volonté du peuple : en découlent les principes de primauté de la loi et de primauté de l'Assemblée constituée des mandataires du Peuple.
L'idée que ce qui est décidé par souveraineté populaire est forcément juste fut condamnée par Pie IX dans son encyclique Quanta Cura[précision nécessaire].
La relation entre un citoyen et l'État constitue un problème principal-agent : la souveraineté populaire parfaite nécessiterait qu'une transmission d'information parfaite soit possible entre l'ensemble des mandataires et les citoyens et également entre les citoyens.

## Entités étatiques se réclamant d'une souveraineté populaire
Certaines entités étatiques dans le monde se réclament d'une souveraineté populaire (qui peut être éloignée de la conception rousseauiste originelle), c'est par exemple le cas de la République portugaise où la constitution du pays précise que :
« La République portugaise est un État de droit démocratique fondé sur la souveraineté populaire » (Article 2 des Principes fondamentaux de la constitution portugaise)
Il y a également des cas plus implicites comme la constitution de la République italienne qui précise dans sa constitution que :
« L'Italie est une République démocratique, fondée sur le travail. La souveraineté appartient au peuple, qui l'exerce dans les formes et dans les limites de la Constitution. » (Article 1er des Principes fondamentaux de la Constitution italienne)
Et enfin, il existe notamment l'exemple de la constitution de la République et Canton de Genève : « La souveraineté réside dans le peuple, qui l’exerce directement ou par voie d’élection. » (Article 2 de la Constitution de Genève).

### Cas de contradictions
La Constitution française de la Ve République présente un cas assez particulier : en effet, son article trois déclare en son premier alinéa que : « La souveraineté nationale appartient au peuple qui l'exerce par ses représentants et par la voie du référendum ». Une telle phrase est contradictoire car elle semble se réclamer de la théorie de la souveraineté nationale tout en proclamant que celle-ci appartient au peuple, conception qui elle rejoint la théorie de la souveraineté populaire ; or les deux théories sont en opposition.

## Distinction avec la souveraineté parlementaire
La souveraineté parlementaire n'est pas la souveraineté populaire. Dans les régimes de monarchie constitutionnelle comme le Royaume-Uni et le Canada  la souveraineté repose sur le Parlement plutôt que sur le peuple directement. Le peuple n'exerce qu'indirectement la souveraineté en élisant des représentants parlementaires. Aux paragraphes 75 et 76 du Renvoi sur la sécession du Québec, la Cour suprême du Canada réfute l'idée que la souveraineté populaire ait un quelconque rôle à jouer dans la régime constitutionnel canadien et rétitère la règle de base à l'effet que c'est la souveraineté parlementaire et non la souveraineté populaire qui dicte les règles du jeu.